# Опіна
Опіна (словац. Opiná) — село в окрузі Кошиці-околиця Кошицького краю Словаччини. Площа села 12,07 км². Станом на 31 грудня 2016 року в селі проживало 187 жителів.

## Історія
Перші згадки про село датуються 1229 роком.

## Географія
Протікає річка Єдловец.

## Населення
| Рік:            | 1994. | 2004.   | 2014.   | 2024.   |
| --------------- | ----- | ------- | ------- | ------- |
| Кількість осіб: | 163   | 176     | 190     | 195     |
| Різниця:        |       | +7,97 % | +7,95 % | +2,63 % |

| Рік:            | 2023. | 2024.  |
| --------------- | ----- | ------ |
| Кількість осіб: | 200   | 195    |
| Різниця:        |       | -2,5 % |